# Louis Devos
Louis Devos, baron de l'Empire, ou baron Louis-François-Joseph de Vos de Cauwenberg, né à Bruxelles le 24 juillet 1757 et mort dans la même ville le 30 décembre 1830, est un homme politique des Pays-Bas autrichiens, de l'Empire français puis du royaume uni des Pays-Bas.

## Biographie

### Famille
Il est le fils de Pierre-Dominique-Joseph de Vos et de Pétronille-Thérèse van Droogenbroeck.

### Carrière
Il commence sa carrière sous l'Ancien Régime comme archer de la Garde Noble, puis devient échevin de Bruxelles.
C'est en occupant ces fonctions qu'il rencontre l'empereur Napoléon Ier qui l'élève au rang de baron d'Empire et le nomme le 23 mars 1805 — en remplacement de Henri Joseph Van Langhenhoven — maire de Bruxelles, mandat qu'il exerce durant quelques mois.
Après la fin de l'Empire, il continue sa carrière politique sous le royaume uni des Pays-Bas.
Louis Devos, après avoir été maire de Bruxelles sous l'Empire français, il devient adjoint au maire (1812), puis échevin de l'état civil en 1824 à l'époque du royaume uni des Pays-Bas où il est cité parfois sous le nom de Vos de Cauwenberg(he).
Il est membre de l'Académie de peinture, sculpture et architecture de Bruxelles.
Louis Devos est mort, célibataire, à Bruxelles, le 30 décembre 1830.

## Honneurs
- Chevalier de l'ordre du Lion néerlandais